# Alma (chanteuse française)
Pour les articles homonymes, voir Alma et Maquet (homonymie).
Alexandra Maquet, dite Alma, née le 27 septembre 1988 à Lyon, est une auteure-compositrice-interprète et pianiste française.

## Biographie

### Enfance et formation
Née à Lyon, Alexandra Maquet est l'aînée d’une famille de quatre sœurs. Elle voyage beaucoup avec sa famille et vit à Lille, Bruxelles  puis à Paris. Enfant, elle rêve de devenir chanteuse et commence à jouer du piano. Ses parents s'installent à Miami aux États-Unis lorsqu'elle a quinze ans. Son père travaille alors pour une entreprise américaine.
Elle revient en France à l'âge de dix-sept ans et s'inscrit à l'IÉSEG School of Management. Dans le cadre de ses études de commerce, elle effectue différents stages au Brésil où elle vit pendant un an, puis s'installe à Milan en Italie avant de venir à Paris. Elle parle français, anglais, italien, espagnol et portugais[réf. nécessaire].

### Débuts dans la chanson
En 2012, après le décès d'un ami d'enfance, Alma commence à écrire et à composer des chansons.
Le 1er décembre 2013, Alexandra Maquet (qui n'est pas encore connue sous son nom de scène Alma) intègre la troupe de chanteurs de l'émission musicale Les Chansons d'abord présentée par Natasha St-Pier et diffusée sur France 3 jusqu'en juin 2014. Lors de ce numéro, Céline Dion est l'invitée d'honneur et Alexandra Maquet interprète Entre nous de Chimène Badi. Elle fait la connaissance de l'auteur-compositeur Nazim Khaled qui arrive dans la troupe de chanteurs un mois plus tard, en janvier 2014. Parmi la troupe, se trouvent notamment au côté d'Alma, Camille Lou, Lisa Angell (la représentante française au Concours Eurovision de la chanson 2015), Sonia Lacen, Alexandre Balduzzi (ancien candidat de la 2e saison de Star Academy), Flo Malley (ancien participant de la 1re saison de The Voice) et Dumè[Qui ?].
Son premier single, La chute est lente, sort en juin 2016 . Elle fait son premier concert à Malaunay (Seine-Maritime) en première partie d'Amir en septembre 2016.

### Participation au Concours Eurovision

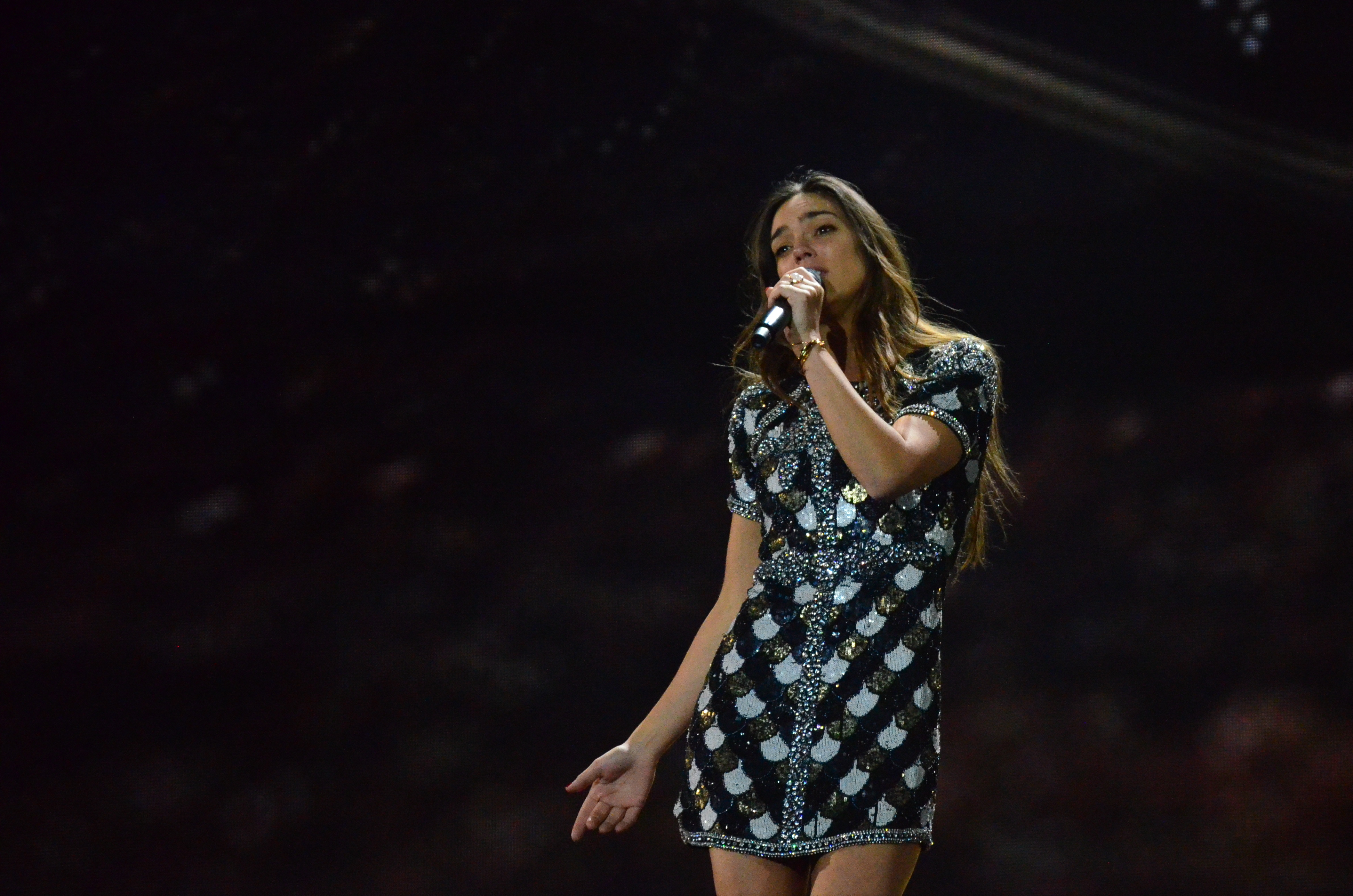
Alma lors du concours Eurovision de la chanson 2017

En septembre 2016, Alma rencontre des manageuses qui envisagent en secret sa participation au Concours Eurovision de la chanson 2017. Au début de l'année 2017, elles proposent la chanson Requiem (écrite et composée par Nazim Khaled) au comité de la sélection française pour l'Eurovision. Alma est choisie et annoncée le 9 février par France 2 comme la représentante de la France au Concours Eurovision de la chanson 2017 avec la chanson Requiem, dans une version remixée pour l'occasion. Elle succède ainsi à Amir, classé 6e au Concours Eurovision 2016 avec le titre J'ai cherché et pour qui elle a assuré plusieurs premières parties de concert en 2016. Alma interprète initialement Requiem en français mais enregistre également ensuite une autre version qui contient quelques phrases en anglais et des variantes dans les paroles en français ainsi que dans la mélodie. Les images du clip tourné à Paris sont les mêmes pour les deux versions. Elle a également fait une version avec MB14. 
Elle déclare que c'est la mort de son premier amour qui l'a poussée à chanter et à participer à l'Eurovision.
Le 13 mai 2017, à Kiev en Ukraine, lors de la finale de la 62e édition du Concours de l'Eurovision, Alma interprète donc Requiem en français avec des passages en anglais. Elle passe en vingt-sixième et dernière position (elle est la première représentante de la France à passer en dernier depuis Ortal en 2005). Après les votes cumulés des jurys professionnels et du public des 42 pays, Alma se classe 12e sur 26, avec 135 points.

### L'après Eurovision
Le premier album d'Alma intitulé Ma peau aime sort le 5 mai 2017.
Durant l'été 2017, elle participe à de nombreuses émissions comme Fort Boyard, Vendredi tout est permis…
Le 27 janvier 2018, en remplacement d'Amir, elle fait partie du jury de la finale de Destination Eurovision sur France 2, émission permettant de désigner le représentant de la France au Concours Eurovision de la chanson 2018. Elle est également choisie pour commenter le Concours Eurovision de la chanson 2018 pour France 2 avec Christophe Willem et Stéphane Bern.
En novembre 2018, la chanteuse sort un nouveau titre autoproduit nommé T'es pas un homme et écrit après avoir été victime d'un frotteur dans le métro.
Le mois suivant, plus de 70 célébrités se mobilisent à l'appel de l'association Urgence Homophobie ; Alma est l'une d'elles et apparaît dans le clip de la chanson De l'amour,,.
En avril 2021, elle met en ligne une nouvelle chanson autoproduite nommée America.

## Vie privée
En couple avec l'auteur-compositeur Frédéric Pradel, elle annonce courant 2024 être enceinte de son premier enfant. Elle donne naissance à un garçon prénommé Elliot le 26 octobre 2024.

## Discographie

### Albums
| Titre        | Année |
| ------------ | ----- |
| Ma peau aime | 2017  |

### Singles
| Titre              | Année | Langues  | Commentaires | Album        |
| ------------------ | ----- | -------- | --- | ------------ |
| La chute est lente | 2016  | français | | Ma peau aime |
| Requiem            | 2017  | français | Chanson représentante de la France au Concours Eurovision de la chanson 2017 dans une version bilingue français/anglais | Ma peau aime |
| T'es pas un homme  | 2018  | français | |              |
| Zumbaa             | 2019  | français | en duo avec Laurie Darmon                                                                                               |              |